# Scopalina incrustans
Scopalina incrustans är en svampdjursart som först beskrevs av Lendenfeld 1887.  Scopalina incrustans ingår i släktet Scopalina och familjen Dictyonellidae. Inga underarter finns listade i Catalogue of Life.